# Hasan ibn al-Kasim
Hasan ibn al-Kasim fou imam alida del Tabaristan i Gurgan, gendre d'Hasan ibn Ali al-Utrush (el Sord).
Al-Utrush, mort el gener del 917, havia designat com a successor al comandant en cap del seu exèrcit al hasanita Hasan ibn al-Kasim al-Dai al-Hakk, en preferència sobre els seus propis fills, que tenien el suport dels alides de Daylam i Gilan. Un d'aquestos fills, Abu l-Kasim Djafar es va oposar a Hasan, mentre l'altra, Abu l-Husayn Ahmad al començament li va donar suport; però el 919 Ahmad es va unir al seu germà Djafar al Gilan i junts van expulsar a Hasan del Tabaristan i Gurgan. Aquest va retornar al cap de poc i en set mesos va recuperar el seu domini i va fer un acord amb Abu l-Husayn Ahmad al que va nomenar governador de Gurgan.
El 921 va enviar al seu general Lili ibn Numan a conquerir Khurasan als samànides, però després d'una breu ocupació de Damghan, Nixapur i Merv, fou derrotat i mort. Els caps de l'exèrcit que va poder tornar a Gurgan van conspirar per matar Hasan, probablement donant suport al fill d'al-Nasir al-Utrush, Abu l-Husayn Ahmad. Hasan, informat del fet, va fer matar set dels fills de Nasir en una recepció, i aquest fet li va treure el suport dels militars daylamites i gilanites.
Ahmad llavors es va unir al seu germà Abu l-Kasim Djafar i junts van contractar els serveis d'un cap daylamita que dirigia un grup d'homes armats, de nom Maqan ibn Kaki i que tenia com un dels lloctinents a Asfar ben Shiroya. Hasan fou altre cop expulsat d'Amol i Abul Husayn fou col·locat al tron de Tabaristan i va governar durant dos mesos abans de morir, i el va succeir el seu germà Abu l-Kasim Djafar, que va rebutjar un contraatac de Hasan.
El 926 Maqan ibn Kaki va restaurar a Hasan amb el que havia pactat en aquest temps mentre Asfar ben Shiroya conservava Gurgan on es va declarar vassall samànida.
El 928 Maqan ibn Kaki i Hasan ibn al-Kasim van marxar per conquerir Rayy i Qom i en la seva absència Asfar va envair Tabaristan en nom de l'emir samànida. Maqan va seguir en campanya i Hasan va retornar al Tabaristan i es va enfrontar a Afsar a la rodalia d'Amol, però fou derrotat i ferit, sent mort per Mardawidj ibn Ziyar, en venjança per la mort d'un oncle que estava entre els caps daylamites i gilanites que Hasan havia fet matar a Gorgan.
Al Tabaristan el govern de Hasan, que tenia poc suport a Daylam i Gilan, havia estat popular per la seva oposició als caps militars daylamites que tractaven malament al poble. Ibn Isfandiyar diu que fou el més just i competent dels imans zaydites, però el títol d'imam no li fou reconegut pels alides del futur perquè els seus coneixements religiosos no eren prou alts.
Fou el darrer governant alida important. Els alides van subsistir després només com a poder local.